# Flughafen Victoria

i7
i11
i13
Der Victoria Regional Airport (IATA-Code: VCT, ICAO-Code: KVCT) ist ein öffentlicher Flughafen auf 35 m Seehöhe 9 km nordöstlich von Victoria, Texas, in den Vereinigten Staaten. Die Fläche des Flughafens beträgt 554 ha. Er hat zwei Asphaltpisten mit 2777 m und 1496 m Länge und eine Betonpiste mit 1415 m Länge.

## Geschichte
Früher bekannt als Foster Army Air Field, war der Victoria Regional Airport früher eine Flugschule für Kampfpiloten. Das Foster Army Air Field wurde im Sommer 1941 gegründet. Die Basis war bis zum 15. Januar 1942 als Victoria Field bekannt und wurde dann in Erinnerung an Lt. Arthur L. Foster umbenannt, einen Ausbilder des United States Army Air Corps, der 1925 bei einem Absturz in Brooks Field getötet wurde. Die Kadetten benutzten die nordamerikanischen AT-6 „Texan“ und Curtiss P-40 Trainer.
Nach Ende des Zweiten Weltkriegs wurde das Foster Army Air Field (AFF) am 31. Oktober 1945 geschlossen. Die Inaktivierung des Flugplatzes war jedoch nur von kurzer Dauer. Im Jahr 1951 führte der Koreakrieg zu einem Bedarf an zusätzlichen Jet-Trainingseinrichtungen und Foster AFF wurde im April 1952 wieder reaktiviert. Am 1. Juli 1954 wurde die Foster Air Force Base (AFB) zu einer ständigen militärischen Einrichtung und wurde später zum taktischen Luftkommando-Kontrollzentrum für den Westen der USA. Im Dezember 1958 schloss das Militär Foster AFB. Zwei Jahre später übergab die Bundesregierung den Flugplatz an Victoria County im Austausch für das nahe gelegene Aloe Field. 1976 wurde Foster Field zum Victoria Regional Airport.
Trans-Texas Airways (TTa) und ihre Nachfolgerin Texas International Airlines bedienten Victoria über 20 Jahre lang. Im Jahr 1949 betrieb Trans-Texas 21-sitzige Douglas DC-3-Flugzeuge (die die Fluggesellschaft „Starliners“ nannte) auf dem Flughafen mit einer innerstaatlichen Route von Houston Hobby Airport – Victoria – Beeville – San Antonio – Uvalde – Eagle Pass – Carrizo Springs – Laredo – McAllen – Harlingen – Brownsville. Im Herbst 1966 betrieb Trans-Texas fünf Abflüge pro Tag mit DC-3-Flugzeugen mit drei Nonstop-Flügen nach Houston Hobby und zwei Nonstop-Flügen nach San Antonio, wobei ein direkter DC-3-Dienst ohne Umsteigen von Victoria nach Jackson (Mississippi), und mehreren Zielen in Louisiana und Texas. Bis August 1968 führte TTa alle Flüge nach Victoria mit 40-sitzigen Convair 600-Turboprops mit Nonstop-Service nach Houston Hobby (HOU), Harlingen und McAllen sowie direkten internationalen Flügen ohne Umsteigen nach Tampico und Veracruz in Mexiko durch. Trans-Texas änderte dann ihren Namen in Texas International, die 1970 15-sitzige Beechcraft 99-Turboprops nonstop zum Houston Intercontinental Airport (IAH) flog.
Texas International stellte daraufhin alle Flüge nach Victoria ein und ersetzte ihren Dienst durch Metro Airlines, die in den 1970er und frühen 1980er Jahren DHC-6 Twin Otter-Turboprops von de Havilland Canada nach Houston Intercontinental mit bis zu sieben Nonstop-Flügen pro Tag. betrieben Mitte der 1980er Jahre hatte Metro Airlines eine Code-Sharing-Vereinbarung mit Eastern Air Lines abgeschlossen, um Passagiere für Eastern bei Houston Intercontinental und zu versorgen diente Victoria als Eastern Express mit bis zu sieben Flügen pro Tag zur IAH, die mit Twin Otter-Flugzeugen durchgeführt wurden.
In den späten 1980er Jahren betrieb Continental Airlines ein Drehkreuz in Houston Intercontinental mit Flügen nach Victoria, die von Britt Airways als Continental Express mit fünf Flügen an jedem Wochentag zur IAH mit Embraer EMB-120 Brasilia-Propellerflugzeugen mit 30 Sitzplätzen geflogen wurden. Continental Express bediente den Flughafen in den 1990er Jahren weiterhin und betrieb am Ende des Jahrzehnts neben dem Embraer Brasilia-Flugzeug auch 19-sitzige Beechcraft 1900-Turboprops auf der Strecke zur IAH.
SkyWest nahm als United Express im Rahmen des Essential Air Service den Flugdienst nach Victoria im November 2020 auf. Der Vertrag endet am 31. Oktober 2023. Ursprünglich bot das Unternehmen zwölf Hin- und Rückflüge pro Woche zum George Bush Intercontinental Airport in Houston an.

## Flugbetrieb
Im Jahre 2020 wurden 575.000 Passagiere befördert.
2021 Annual ReportIm Jahre 2019 haben 62.951 Flugbewegungen stattgefunden, davon 2.184 lokale Bewegungen, 7.983 Zwischenlandungen, 2.616 Air-Taxi-Flüge und 50.168 militärische Flüge. 33 einmotorige und 7 zweimotorige Turboprop-Flugzeuge, 3 Jetflugzeuge und 2 Helikopter waren 2019 hier stationiert.